# (6281) Strnad
(6281) Strnad est un astéroïde de la ceinture principale.

## Description
(6281) Strnad est un astéroïde de la ceinture principale. Il fut découvert le 16 septembre 1980 à l'Observatoire Kleť par Antonín Mrkos. Il présente une orbite caractérisée par un demi-grand axe de 2,59 UA, une excentricité de 0,18 et une inclinaison de 12,6° par rapport à l'écliptique.

## Compléments